# ایسوکه آساکورا
ایسوکه آساکورا (انگلیسی: Eisuke Asakura؛ – ) صداپیشه اهل ژاپن بود.